# Heinz-Weder-Preis für Lyrik
Der Heinz-Weder-Preis für Lyrik war ein literarischer Wettbewerbspreis, der von 1999 bis 2013 von der Berner Heinz und Hannelise Weder Stiftung ausgelobt wurde, um „das zeitgenössische lyrische Schaffen“ zu fördern. Die Stiftung war 1987 von Heinz Weder (1934–1993) und Hannelise Weder-Hinderberger (1904–1992) gegründet worden.
Bewerben konnten sich deutschsprachige Schweizer, die „noch nie oder erst einmal einen Gedichtband veröffentlicht haben“. Der Hauptpreis war mit 10.000 Franken dotiert, die bis zu drei Anerkennungspreise mit je 2.500 Franken. 2007 wurde die Dotierung für den Hauptpreis auf 14.000 Franken erhöht und unter den beiden Preisträgern aufgeteilt; es gab keine Anerkennungspreise. 2013 gab es einen Hauptpreis zu 7.500 Franken und zwei Anerkennungspreise.
Der Preis wurde letztmals 2013 vergeben. Die Stiftung wurde zum 30. Mai 2017 gelöscht.

## Hauptpreisträger
- 2013 Simone Lappert (* 1985); Anerkennungspreise Hugo Ramnek (* 1960) und Lea Gottheil (* 1975)[5]
- 2011 Rainer Frei (* 1961)
- 2009 Martin Klaus M. Menzinger (* 1968); Anerkennungspreis Marc Hermann (* 1975)
- 2007 Lisa Elsässer-Arnold (* 1951) und Fredy Peter (* 1961)
- 2005 Thilo Krause (* 1977)
- 2003 Franz Dodel (* 1949)
- 2001 Tal Cohen (* 1974)
- 1999 Peter Lanz (* 1957)